# Lev Predan Kowarski
Lev Predan Kowarski, slovenski direktor fotografije in snemalec, * 28. julij 1986, Ljubljana.
Magistrski študij je končal na poljski Nacionalni filmski televizijski in gledališki šoli (pwsftvit) v Lodžu. Je član Združenja filmskih snemalcev Slovenije
Poleg snemanja se aktivno ukvarja tudi s filmskim restavriranjem in arhiviranjem. Kot svetovalec je sodeloval pri projektih restavriranja nekaterih slovenskih klasik (Na svoji zemlji, Sedmina, Dolina miru). V okviru nevladne organizacije Filmoteka je ustvaril in vodi projekt Baza slovenskih filmov.